# Arkys
Arkys este un gen de păianjeni din familia Araneidae.

## Specii[1]
- Arkys alatus
- Arkys brevipalpus
- Arkys bulburinensis
- Arkys cicatricosus
- Arkys cornutus
- Arkys coronatus
- Arkys curtulus
- Arkys dilatatus
- Arkys furcatus
- Arkys gracilis
- Arkys grandis
- Arkys hickmani
- Arkys kaszabi
- Arkys lancearius
- Arkys latissimus
- Arkys montanus
- Arkys multituberculatus
- Arkys nimdol
- Arkys nitidiceps
- Arkys occidentalis
- Arkys roosdorpi
- Arkys semicirculatus
- Arkys sibil
- Arkys simsoni
- Arkys soosi
- Arkys toxopeusi
- Arkys transversus
- Arkys tuberculatus
- Arkys walckenaeri
- Arkys varians
- Arkys vicarius